# NGC 6386
NGC 6386 este o galaxie spirală situată în constelația Dragonul. A fost descoperită în 8 iunie 1883 de către Lewis A. Swift.